# برکلی بل
 برکلی بل (انگلیسی: Berkeley Bell؛ زاده ۸ نوامبر ۱۹۰۷ درگذشته ۱۹۶۷) یک تنیس‌باز اهل ایالات متحده آمریکا بود.